# Жарагуа (Гояс)
Жарагуа (порт. Jaraguá)  —  муниципалитет в Бразилии, входит в штат Гояс. Составная часть мезорегиона Центр штата Гойас. Входит в экономико-статистический  микрорегион Анаполис. Население составляет 38 968 человек на 2007 год. Занимает площадь 1888,938 км². Плотность населения — 19,6 чел./км².

## История
Город основан 29 июля 1882 года.

## Статистика
- Валовой внутренний продукт на 2003 год составляет 150 849 655,00 реалов (данные: Бразильский институт географии и статистики).
- Валовой внутренний продукт на душу населения на 2003 год составляет 4270,34 реалов (данные: Бразильский институт географии и статистики).
- Индекс развития человеческого потенциала на 2000 год составляет 0,728 (данные: Программа развития ООН).

## География
Климат местности: субтропический гумидный.